# Martin James Bartlett

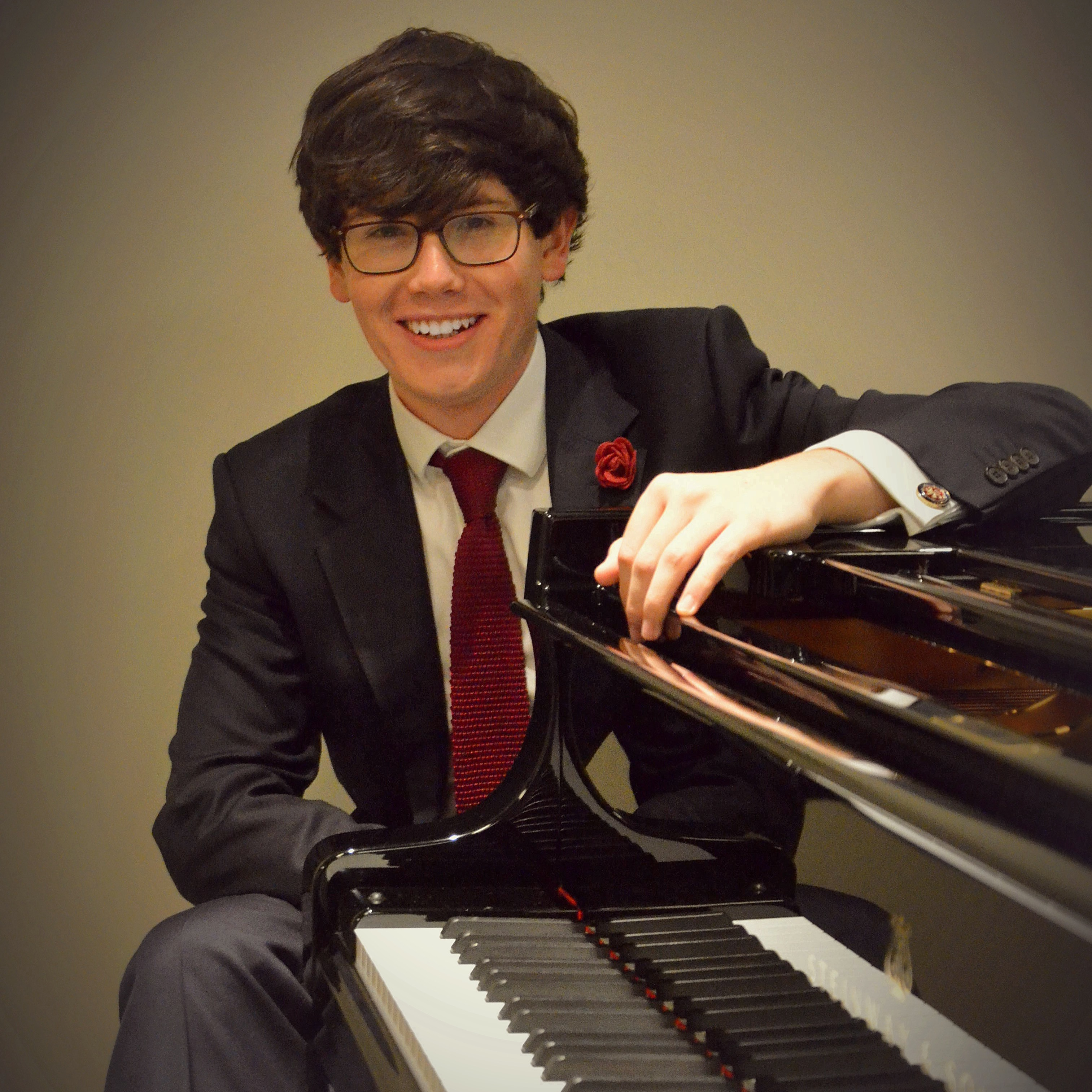
Martin James Bartlett

Martin James Bartlett (* 20. Juli 1996 in London/Hornchurch) ist ein britischer klassischer Pianist.

## Ausbildung und Musikkarriere
Seine Ausbildung am Klavier begann Bartlett im Alter von sechs Jahren. 2014 nahm er ein Klavierstudium bei Vanessa Latarche am Royal College of Music in London auf. Im selben Jahr gewann Bartlett den Wettbewerb BBC Young Musician of the Year im Fach Klavier. Das brachte ihm Einladungen zu Soloauftritten mit führenden britischen Orchestern sowie Konzerte in Frankreich, Italien, Deutschland, Serbien und in den USA. 2015 gab er sein Debüt bei den Proms. 2017 erreichte er das Viertelfinale beim Van Cliburn-Wettbewerb in Fort Worth/Texas.
2018 wurde er beim Kissinger Klavierolymp mit dem 2. Preis und dem Publikumspreis ausgezeichnet.
Im Januar 2019 unterschrieb Bartlett einen Plattenvertrag bei Warner Classics.

## Diskografie
- 2019 erschien Bartletts Debütalbum Love and Death (Warner) mit Werken von Bach, Liszt, Granados und Prokofieff.[7]